# Stazione di Reus
La stazione di Reus (in spagnolo Estación de Reus) è la principale stazione ferroviaria di Reus, Spagna.
La stazione originaria è stata inaugurata nel 1856 con l'apertura della linea che collegava la città con Tarragona.